# Lasioglossum perspicuum
Lasioglossum perspicuum là một loài Hymenoptera trong họ Halictidae. Loài này được Knerer & Atwood mô tả khoa học năm 1966.